# ماداورا

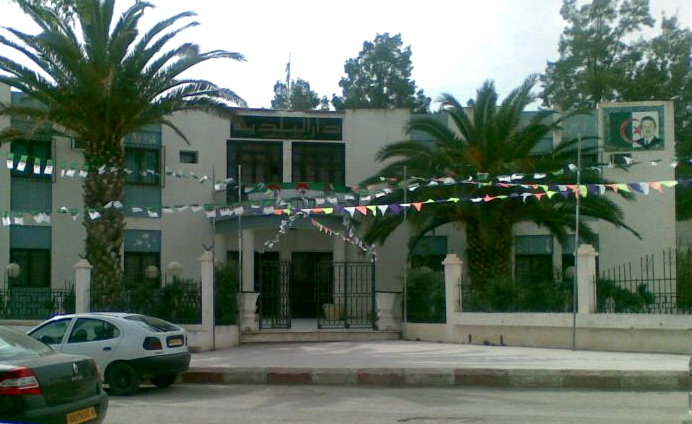
ماداورا الجزایر (آفریقا)

ماداورا یا ماداوروس(به انگلیسی: Madaurus) یا: مدائوروخیاM'Daourouch 
نام یک شهر باستانی واقع در یکی از استانهای الجزایر امروزی است، که سابقاً در اشغال روم باستان بود و با اسامی مختلفی همچون: Madauras ، Madaure، یا Madaura نیز خوانده می‌شد. این مکان در حال حاضر وابسته به کلیسای کاتولیک روم می‌باشد و با عنوان نومیدیا Numidia یکی از استانهای سابق روم بوده‌است.

## جمعیت‌شناسی
مطابق سرشماری انجام شده در سال ۱۹۹۸ میلادی، این شهر تا این سال، ۲۴،۹۱۹ جمعیت داشته‌است، که با این جمعیت صاحب ۱۱ کرسی در مجلس عوام می‌باشد.

## تاریخ
این شهر، یک شهر کهن نومیدیایی محسوب می‌شود که زمانی به پادشاهی سیفاکس Syphax متعلق بود، که آن را در طی ۲ تا از جنگ‌های قرطاجنه (کارتاژی) به قلمرو خود یعنی ماسینیسا Massinissa افزود. این منطقه در اواخر قرن نخست میلادی تبدیل به یکی از مستعمرات روم گردید و شهرت آن عمدتاً به خاطر مدارس آن بود.
افرادی همچون آپولیوس، نویسنده الاغ طلایی، و همینطور گرامر (صرف و نحو) دانان مشهوری همچون مارسلوس و ماگزیموس از اهالی بومی این شهر بوده‌اند. ضمناً سنت آگوستین نیز در همین جا، تحصیل کرده‌است. بر اساس نشانی‌هایی که او بعدها طی یک نامه ارائه می‌کند، می‌توانیم بفهمیم که بسیاری از ساکنان و اهالی این شهر کافر و بی دین بوده‌اند.
ماداورا شهیدانی هم در تاریخ خود داشته که بسیاری از آنها توسط اپیتافس epitaphs شناسانده شده اند؛ از جمله در تاریخ شهدای مسیحی کاتولیک در روم، که با عنوان شهدای روز ۴ ژوئیه نامیده می‌شوند.
ضمناً سه نفر از اسقف‌های بزرگ این شهر نیز شناخته شده‌اند: یکی آنتیگونوس Antigonus، که در سال ۳۴۹ به مقام کنسولی و ریاست شورای شهر کارتاژ قدیم رسید؛ پلاسنتیوس Placentius، که در فاصله سالهای ۴۰۷ تا ۴۱۱ کنسول روم بود؛ و سرانجام پودنتیوس Pudentius، که توسط شاه جبار و ویرانگری به نام هانریک Huneric و به اتفاق اسقف‌های دیگر به تبعید فرستاده شد، وی در سال ۴۸۴ میلادی در مجمع اسقف‌ها حضوربه هم رسانیده بود.
خرابه‌های شهر ماداورای قدیم در نزدیکی شهر کنونی مدائوراخ به چشم می‌خورند. یک مقبره رومی نیک، یک حمام بزرگ، قلعه بیزانسی، و همینطور یک کلیسای مسیحی در آنجا قابل توجه هستند و در ضمن چندین کتیبه مسیحی نیز در همین نقطه یافت شده‌است.